# Seppois-le-Haut
Seppois-le-Haut (en alsacià Owersept) és un municipi francès, situat a la regió del Gran Est, al departament de l'Alt Rin. L'any 2007 tenia 519 habitants.

## Demografia
| 1962 | 1968 | 1975 | 1982 | 1990 | 1999 |
| ---- | ---- | ---- | ---- | ---- | ---- |
| 280  | 293  | 322  | 345  | 335  | 508  |

## Administració
| Període   | Identitat       | Partit |
| --------- | --------------- | ------ |
| 1995-2008 | Maxime Koeberle |        |
| 2008-     | Patrick Mercier |        |